# Здоровий глузд
Здоровий глузд (грец. ϰοινὴ αἴσθησις koiné aísthesis, лат. sensus communis, англ. common sense) — сукупність уявлень, поглядів, навичок мислення, які людина вважає правильними та раціональними, опираючись на життєвий досвід та інтуїцію, а не на поглядах науки чи інших суспільних норм та правил.[джерело?]
Здоровий глузд проявляється в судженнях про правильне та неправильне, придатне і непридатне. «Той, хто має здоровий глузд не просто здатний визначати особливе з точки зору загального, але знає, до чого воно насправді стосується, тобто бачить речі з правильної, справедливої точки зору. Авантюрист правильно розраховує людської слабкості та завжди вірно вибирає об'єкт для своїх обманів, проте не є носієм здорового судження в повному сенсі слова» (Г. Г. Гадамер). Ми спираємося на здоровий глузд насамперед у громадських, практичних справах. З його допомогою судять, спираючись не на загальні приписи розуму, а, швидше за все, на переконливі приклади. Тому вирішальне значення для нього мають історія та досвід життя. Здоровий глузд  не можна вивчити, в ньому можна тільки вправлятися. Він має двоїстий, описово-оцінний характер: з одного боку, він спирається на минулі події, а з іншого боку є начерком, проектом майбутнього.
Таким чином можна сказати, що здоровий глузд — критерій оцінки події на підставі бази знань, накопичених людством за час свого існування. Якщо подія не укладається в рамки даної бази, вважається що вона суперечить здоровому глузду, і така оцінка буде доти, доки база знань не поповниться додатковою інформацією, що підтверджувала б істинність даної події. Таким чином здоровий глузд, як критерій оцінки, не дає однозначної відповіді про істинність-помилковість, реальність-нереальність, але визначає ймовірнісне значення даної події в цей час. Ступінь здорового глузду індивідуума в конкретній ситуації визначатиметься обсягом необхідних для даної ситуації знань, якими володіє індивідуум, умінням їх аналізувати та робити правильні висновки.
Часто цим терміном позначають припущення або вірування, для пояснення яких не треба користуватися спеціальними знаннями або термінологією (наприклад, науковою).
У філософії цей термін має дещо відмінний сенс — раціональність в плані забезпечення життєвих (як матеріальних, так і духовних) потреб індивіда.
Можна сказати також, що це інтуїтивна здатність ухвалювати розумні рішення, вільна від емоційної упередженості або інтелектуальної витонченості.

## Висловлювання відомих людей
У схоластиці, наприклад у Томи Аквінського, здоровий глузд — це загальна основа зовнішніх почуттів, а також заснована на них здатність судити про дане, властива всім людям.
Важливу роль здоровому глузду відводив Дж. Віко, витлумачуючи його як загальне почуття істини та права. На цьому почутті Віко засновував значення красномовства та його право на самостійність. Виховання не може йти шляхом критичного дослідження та потребує образів для розвитку фантазії. Вивчення наук не здатне дати цього, тому має бути доповнене топікою — мистецтвом знаходити аргументи.
За Кантом під здоровий глузд слід розуміти ідею якогось спільного чуття, себто спроможності обсуджування, яка в своїй рефлексії подумки (a priori) зважає на спосіб уяв лення кожного іншого, щоб ніби тримати своє суджен ня перед цілим людським розумом і тим самим уника ти ілюзії, яка із суб'єктивних приватних умов, що легко могли б уважатися за об'єктивні, справляла 6 шкідливий вплив на судження.
Здоровий глузд за Віко — це почуття правильності та загального блага, яке живе в усіх людях, але ще більше це почуття одержуване завдяки спільності життя, його укладу та цілей. Здоровий глузд спрямований проти теоретичних спекуляцій філософів і визначає своєрідність дослідження в гуманітарних науках. Їх предмет — моральне та історичне існування людини, що виявляється в його працях і діяннях. Саме це існування вирішальним чином визначається здоровим глуздом.
А. Шефтсбері витлумачував здоровий глузд як розуміння загального блага й одночасно як прихильність громаді або суспільству, як природні почуття, гуманність, люб'язність. Здоровий глузд — це правда скоріше серця, ніж розуму, не просто є побутовою чеснотою, але припускає деяку моральну та навіть метафізичну основу. У філософії шотландської школи поняття здорового глузду знайшло центральну систематизуючу функцію.
Моральні мотиви в понятті здорового глузду підкреслював Анрі Бергсон. Він вказував, що хоча здоровий глузд пов'язаний із почуттями, але реалізується він на соціальному рівні. Почуття ставлять нас у певне відношення до речей; здоровий глузд керує нашими відносинами з людьми. Він не стільки дарування, скільки постійне коригування вічно нових ситуацій, робота по пристосуванню до дійсності загальних принципів.
Про роль здорового глузду в філософії Бертран Рассел пише: «… Ясно, що правильний умовивід з істинних посилок не може привести до помилок; але посилки можуть бути настільки близькі до істини, наскільки це потрібно в теоретичному відношенні, проте вони можуть привести до практично абсурдних наслідків. Тому для здорового глузду в філософії є виправдання, але тільки в тому відношенні, що він показує, що наші теоретичні положення не можуть бути абсолютно правильними доти, доки їх висновки засуджуються здоровим глуздом, який виявляється непереборним».
Людвіг фон Мізес один з основоположників Австрійської школи економіки писав " сутність свободи людини полягає в можливості відхилятися від традиційних способів мислення і дій". Тільки людський розум, який керує діями і виробництвом, є творчим."

## Здоровий глузд, закони та правила
Юриспруденція переводить твердження та правила, спочатку засновані на здоровому глузді, в площину писаних законів і підзаконних актів, поправок і коментарів. Це пов'язано з численністю реалізацій різних варіантів тих або інших ситуацій.